# (4625) Shchedrin
(4625) Shchedrin es un asteroide perteneciente al cinturón de asteroides, descubierto el 20 de octubre de 1982 por Liudmila Karachkina desde el Observatorio Astrofísico de Crimea (República de Crimea).

## Designación y nombre
Designado provisionalmente como 1982 UG6. Fue nombrado Shchedrin en honor al compositor ruso Rodion Shchedrin Konstantínovich.

## Características orbitales
Shchedrin está situado a una distancia media del Sol de 2,603 ua, pudiendo alejarse hasta 3,217 ua y acercarse hasta 1,990 ua. Su excentricidad es 0,235 y la inclinación orbital 1,601 grados. Emplea 1534 días en completar una órbita alrededor del Sol.

## Características físicas
La magnitud absoluta de Shchedrin es 13,7.